# مارکسیسم–لنینیسم–مائوئیسم
مارکسیسم-لنینیسم-مائوئیسم (م-ل-م یا م ل م، به انگلیسی: M-L-M or MLM) گرایشی نظری است که بر اساس مارکسیسم-لنینیسم و برخی از جوانب اندیشهٔ مائو تسه‌تونگ بنیان نهاده شده‌است. این گرایش نخستین بار در سال ۱۹۹۳ از سوی جنبش انقلابی انترناسیونالیستی رسمیت بخشیده شد.

## ریشه
مائوئیسم از دههٔ ۱۹۶۰ به بعد -زمانی که برخی از سازمان‌های مارکسیستی ضد تحریف گری (آنتی ریویزیونیستی) در شکاف چینی-شوروی طرف چین را گرفتند، تا ۱۹۹۳ -زمانی که جنبش انقلابی انترناسیونالیستی (RIM) به مارکسیسم-لنینیسم-مائوئیسم همچون مرحله‌ای تازه و بالاتر از مارکسیسم-لنینیسم رسمیت بخشید، به عنوان مترادف اندیشهٔ مائو تسه‌تونگ (و یا همچنین مارکسیسم-لنینیسم اندیشهٔ مائو تسه‌تونگ) در نظر گرفته می‌شد. این باعث انشعاب در جنبش مائوئیستی شد و پیروان اندیشهٔ مائو تسه‌تونگ با ترک کردن جنبش انقلابی انترناسیونالیستی (RIM) حول همایش بین‌المللی احزاب و سازمان‌های مارکسیست لنینیست (نشریه بین‌الملل) جمع شدند.

## اجزاء

### مشی توده‌ای
تئوری مشی توده‌ای بر بنیان تئوری حزب پیشتاز ولادیمیر لنین، استراتژی عمومی کردن ایدئولوژی انقلابی، تثبیت دیکتاتوری پرولتاریا و قویتر ساختن حزب را برای بنا نهادن سوسیالیسم معین می‌کند.
مشی توده‌ای می‌تواند در عبارت «از توده‌ها، برای توده‌ها» خلاصه شود و دارای سه جزء (یا مرحله) به شرح زیر است:
1. گردآوردن عقاید گوناگون توده‌ها
2. پردازش یا تمرکزبخشی به این عقاید از چشم‌انداز مارکسیسم انقلابی، در پرتوی منافع نهایی و درازمدت توده‌ها (که خود توده‌ها کمتر بدان توجه می‌کنند)، و در پرتوی تحلیل علمی وضعیت عینی
3. بازگرداندن این عقاید متمرکز شده به توده‌ها به صورت مشی سیاسی که به صورت بالفعل پیکار توده را در مسیر انقلاب ارتقا ببخشد

این سه مرحله می‌باید دوباره و دوباره به کار گرفته شود، و مکرراً عمل و دانش را به مرحله‌های بالاتر و بالاتری برساند.

### جنگ درازمدت خلق
استراتژی جنگ درازمدت خلق برای جنگ گریلایی عبارت است از:
- هر تلاشی در راستای مبارزه با بورژوازی در شرایط خاص خود، با استفاده از همان تاکتیک‌ها و استراتژی‌هایی که بورژوازی به کار می‌برد، به شکست منجر خواهد شد. (مائوئیست‌ها استناد می‌کنند که جدای از انقلاب اکتبر، هر تلاش انقلابی مستقل که از جنگ متعارف بهره بگیرد، توسط بورژوازی به شکست انجامیده شده‌است)
- نمی‌توان پیش‌بینی کرد که چه زمانی شرایط عینی برای انقلاب وجود خواهد داشت؛ بنابراین شرایط ذهنی -به عنوان مثال آگاهی طبقاتی- می‌باید در روند پیشرفت شکل داده شود.
- تسخیر قدرت دولتی به یکباره در یک سقوط رخ نمی‌دهد. شرایط قدرت دوگانه در مرحلهٔ جنگ درازمدت خلق و هنگامی ظهور می‌کند که پیشاهنگ پرولتاریا بخش‌هایی از کشور را هم‌زمان با بورژوازی کنترل می‌کند.
- حزب اگر تجربهٔ نظامی در خودش نداشته باشد، نمی‌تواند به رهبری پرولتاریا در تسخیر قدرت امیدوار باشد؛ بنابراین تجربهٔ نظامی - مثلاً تجربهٔ به دست آمده در پیکار واقعی، حتی در مقیاسی محدود- می‌باید در روند پیشرفت تسخیر قدرت به دست بیاید. قدرت دوگانه، علاوه بر اینکه برای دیکتاتوری پرولتاریا ضرورت دارد، (در کنار دانش مدنی، سوخت لازم برای تلاش‌های تبلیغاتی، مصالح کمکی برای حزب، و گسترش و توسعهٔ مشی توده ای) در فراهم آوردن این تجربهٔ نظامی ارزش فراوانی دارد.

در مقیاس ملی جنگ درازمدت خلق محاصرهٔ شهرها توسط حومهٔ آن‌ها را مد نظر دارد، آنچنان که تاریخ نشان داده‌است کنترل پرولتاریایی به‌طور کلی نخست در حومهٔ شهر توسعه می‌یابد. عبارت «محاصرهٔ شهرها از حومه» گاهی در مقیاس جهانی نیز به کار برده می‌شود، در این مورد شهرها به عنوان استعاره‌ای برای جهان اول (به‌طور کلی هر دو به عنوان سنگر بورژوازی)، و حومه استعاره‌ای برای جهان سوم (به‌طور کلی هر دو به عنوان نخستین مرحله از کنترل پرولتاریایی) به‌شمار می‌آیند.

### دموکراسی نوین
نظریهٔ دموکراسی نوین بر آن است که بورژوازی ملی اگرچه یک نیروی استثمارگر کاپیتالیستی است، اما در کشورهای نیمه مستعمره-نیمه فئودالی خصلت دوگانه‌ای دارد که همچنین (و نه همیشه) می‌تواند از پرولتاریا در برابر استعمار، امپریالیسم و بورژوازی کمپرادور (که وجودش به سبب امپریالیسم است) جانبداری کند.
یقیناً نقش بورژوازی ملی به عنوان پشتوانه‌ای مترقی در پیکار پرولتاریایی برای سرنگونی امپریالیسم تضمین شده نیست، و سرانجام هنگامی که وضعیت ضد امپریالیستی پیشرفت بیابد این نیروها از پرولتاریا روی خواهند گرداند. بالی کومبتار (جبههٔ ملی آلبانی) در این کشور در سال ۱۹۴۳ و کومینتانگ در چین در دههٔ ۱۹۲۰ میلادی مثال‌هایی از این دست هستند. این نیروهای بورژوا-ملی موقتاً با پرولتاریای کشورهایشان (به ترتیب حزب کار آلبانی و حزب کمونیست چین) متحد شدند تا بر امپریالیسم چیره شوند، اما در نهایت زمانی که احساس کردند خطری حضور دراز مدتشان در جامعهٔ جدید را تهدید می‌کند، از پرولتاریا روی گرداندند.
به مانند سیاست جدید اقتصادی در روسیه، دموکراسی نوین نیز برای توسعهٔ درازمدت سوسیالیسم، یا در این مورد برای ساختن و تثبیت سوسیالیسم در وهلهٔ اول، شری ضروری (اما موقتی) پنداشته می‌شود. مائوئیسم بر آن است که بورژوازی ملی در مرحلهٔ دموکراتیک نوین می‌باید همیشه به صورت قاطع زیر فرمان پرولتاریا باشد، و می‌باید همچنین به محض آنکه شرایط ملی اجازه بدهد (به بیان دیگر، هنگامی که تضاد میان طبقهٔ کمپرادور و خلق دیگر تضاد اولیهٔ ملت نباشد، یا هنگامی که انقلابی بورژوا-دموکراتیک در مرحلهٔ به اندازهٔ کافی پیشرفته‌ای قرار داشته باشد)، برای دیکتاتوری بلامنازع پرولتاریا باطل گردانده شود.

### انقلاب فرهنگی
مائوئیست‌ها تجربیات و درس‌هایی از انقلاب فرهنگی پرولتاریایی بزرگ ترسیم کردند که در پی ریشه کن کردن بورژوازیِ به وجود آمده در درون خود حزبِ پیشتاز بود و می‌خواست همهٔ جوانب روبنای اجتماعی را تغییر دهد. شعار «نبرد طبقاتی ادامه دارد، و تحت لوای سوسیالیسم شدت گرفته‌است» مکرراً مورد استفاده قرار گرفته‌است. مائوئیست‌ها به تقدم روابط تولیدی بر نیروهای تولیدی باور دارند و از این مشی استالین مبتنی بر «تأثیر بورژوازی در مرحله‌ای پیشرفته از سوسیالیسم در درجهٔ اول به سبب نیروهای خارجی است» (که حذف تقریباً کامل نیروهای داخلی است)، انتقاد می‌کنند، و با قدرت بر دیالکتیک زیربنا-روبنا (و اینکه تحول آگاهانهٔ زیربنا به تنهایی کافی نیست، و روبنا نیز می‌باید آگاهانه متحول گردد) تأکید می‌کنند.

### فلسفه
مائوئیست‌ها بر آثار فلسفی مائو، و به‌طور ویژه آثار وی در رابطه با دیالکتیک در کتاب دربارهٔ تضاد و در رابطه با معرفت‌شناسی در کتاب دربارهٔ عمل تکیه می‌کنند.

## تفاوت‌ها با اندیشهٔ مائو تسه‌تونگ
سه تفاوت عمده میان مارکسیسم-لنینیسم-مائوئیسم و اندیشهٔ مائو تسه‌تونگ عبارتند از:
1. همان‌طور که مارکسیسم-لنینیسم مرحله‌ای بالاتر از مارکسیسم محسوب می‌شود، مارکسیسم-لنینیسم-مائوئیسم نیز مرحله‌ای بالاتر از مارکسیسم-لنینیسم به‌شمار می‌آید. در حالی که اندیشهٔ مائو تسه‌تونگ فقط مارکسیسم-لنینیسمی است که با خصوصیات انقلاب چین مطابقت یافته‌است.
2. مارکسیسم-لنینیسم-مائوئیسم (و به‌طور مشخص تئوری جنگ درازمدت خلق) در سطح جهانی دارای کاربرد است در حالی که جوانب گوناگون اندیشهٔ مائو تسه‌تونگ به‌طور کلی اینچنین نیستند.
3. مارکسیسم-لنینیسم-مائوئیسم به‌طور کامل نظریهٔ سه جهان در اندیشهٔ مائو تسه‌تونگ را رد می‌کند، و آن را چرخشی به راست و انحرافی از نظریهٔ مارکسیستی-لنینیستی امپریالیسم در نظر می‌گیرد که مائو در اواخر عمر خود انجام داد.

## مارکسیسم-لنینیسم-مائوئیسم در سطح بین‌المللی

### بین‌الملل‌ها
شاید مهم‌ترین بین‌الملل مارکسیست-لنینیست-مائوئیست، جنبش انقلابی انترناسیونالیستی (RIM) باشد. جنبش انقلابی انترناسیونالیستی در سال ۱۹۸۴ بنیانگذاری شد و سازمان‌هایی مانند حزب کمونیست پرو (PCP) (راه درخشان) و حزب کمونیست نپال (مائوئیست) که هم‌اکنون با نام حزب متحد کمونیست نپال (مائوئیست) (UCPN(M را درمی‌گرفت. امروزه جنبش انقلابی انترناسیونالیستی از بین رفته یا در حال از بین رفتن است. اگرچه سرویس خبری جهانی برای فتح همچنان به صورت منظم بر روی اینترنت به کار خود ادامه می‌دهد، اما مجلهٔ جهانی برای فتح که از سوی این بین‌الملل منتشر می‌شد از سال ۲۰۰۶ شماره‌ای منتشر نکرده‌است.
علاوه بر این، بسیاری از سازمان‌های جنبش انقلابی انترناسیونالیستی به‌طور فزاینده‌ای به انتقاد از یکدیگر پرداخته‌اند که در نتیجهٔ آن چند انشعاب عمومی رخ داده‌است.

### هند
حزب کمونیست هند (مائوئیست) حزبی سیاسی است که با هدف سرنگونی حکومت هند فعالیت می‌کند. این حزب در ۲۱ سپتامبر ۲۰۰۴ از ادغام حزب کمونیست هند (مارکسیست-لنینیست) نبرد خلق و مرکز کمونیستی مائوئیستی هند (MCC) بنیانگذاری شد. این ادغام در ۱۴ اکتبر همان سال به‌طور عمومی اعلام شد. در این ادغام یک کمیتهٔ مرکزی موقتی به دبیرکلی موپالا لاکشمانا رائو (با نام مستعار گاناپاتی) رهبر سابق نبرد خلق تشکیل شد. این جریان در حال حاضر از سوی حکومت هند به عنوان سازمانی تروریستی معرفی شده و فعالیت آن ممنوع اعلام شده‌است.

### پرو
حزب کمونیست پرو (راه درخشان) یک سازمان انقلابی چریکی در پرو است. این حزب در سال ۱۹۸۰ با رهبری آبیمائل گوسمان فعالیت خود را آغاز کرد. راه درخشان هم‌اکنون علیه حکومت پرو مشغول جنگ مسلحانه است.

### نپال
حزب متحد کمونیست نپال (مائوئیست)، حزب کمونیستی ملی با پیشینه‌ای انقلابی است که از مارکسیسم-لنینیسم-مائوئیسم پیروی می‌کند؛ اگرچه این باور وجود دارد که این حزب ایدئولوژی خودش را که مارکسیسم-لنینیسم-مائوئیسم-راه پراچاندا نامیده می‌شود توسعه داده، و در این توسعه محدودیت‌های سیاسی، جامعه شناختی و جغرافیایی نپال را مورد ملاحظه قرار داده‌است.

### فیلیپین
در فیلیپین، حزب کمونیست فیلیپین (CPP)، و ارتش نوین خلق (NPA) از سال ۱۹۶۸ در جنگی انقلابی هستند. دوران اوج شکل‌گیری استحکام حزب در زمان دیکتاتوری فردیناند مارکوس بود که این حزب بخش عمدهٔ اپوزیسیون علیه دیکتاتوری را شکل داده بود. با این حال جنجال‌ها پیرامون تصفیهٔ گستردهٔ اعضای این حزب در نیمهٔ دههٔ ۱۹۸۰ و محاسبات غلط سبب شد تا چندین انشعاب در صفوف این حزب در سال‌های ۱۹۹۲ و ۱۹۹۷ رخ بدهد و چندین حزب کمونیست مجزا شکل بگیرد. این حزب جبهه‌های گریلایی را در فیلیپین تا به امروز حفظ کرده‌است و از نظر نظامی همچنان اصلی‌ترین خطر برای امنیت ملی فیلیپین به‌شمار می‌آید. حزب کمونیست فیلیپین علاوه بر شاخهٔ نظامی، سازمان‌های سیاسی چپگرای قانونی تأثیرگذاری را نیز رهبری می‌کنند که در انتخابات‌ها نیز شرکت می‌کنند.
حزب مارکسیست-لنینیست فیلیپین (MLPP) که پس از انشعاب سال ۱۹۹۷ به وسیلهٔ اعضای سابق کمیتهٔ منطقه‌ای لوزون مرکزی حزب کمونیست فیلیپین تشکیل شد، اغلب گرایش‌های مائوئیستی حزب کمونیست فیلیپین را علی‌الخصوص در رابطه با مفهوم جنگ خلقی حفظ کرد. این حزب بر مبارزهٔ سیاسی قانونی و انقلاب مسلحانه تأکیدی برابر دارد و پرولتاریا را به عنوان رهبر انقلاب فیلیپین در اتحاد با دهقانان ارزیابی می‌کند. ارتش انقلابی خلق (RHB) شاخهٔ مسلح این حزب است و بر مبنای منابع اطلاعاتی نظامی، در کنار حزب کمونیست فیلیپین فعالترین و سریع الرشدترین نیروی شورشی در فیلیپین به‌شمار می‌آید. حزب مارکسیست-لنینیست فیلیپین نیز همانند جفت سیاسی جدای خود، سازمان‌هایی قانونی را سازمان داده‌است، اما در انتخابات‌ها شرکت نمی‌کند.

### ایالات متحدهٔ آمریکا
جنبش انترناسیونالیستی مائوئیستی (MIM) یک حزب اولیهٔ مارکسیست-لنینیست-مائوئیست بود. این جریان بر مبنای یک نکتهٔ ویژهٔ تئوریک که در تز لنین در رابطه با نخبه‌سالاری کار و آثار معاصرتری مانند مهاجران:اسطوره‌شناسی پرولتاریای سفید اثر ج. ساکای ریشه داشت، اعلام کرد که کارگران در کشورهای امپریالیستی مدرن گونه‌ای جدید از نخبه‌سالاری کار را به وجود می‌آورند و نمی‌توانند در معنای سنتی کلمه پرولتاریا به‌شمار بیایند و بنابراین تنها کارگرانِ «گاهی رنجبر» به‌شمار می‌آیند.
در رقابت با سقوط جنبش انترناسیونالیستی مائوئیستی در سال ۲۰۰۸، بعضی از گروه‌ها شروع به استفاده از کلمهٔ مائوئیست (جهان سوم گرایی) برای توصیف این گرایش کردند. امروزه گروه‌های مائوئیستی (جهان سوم گرا) در آمریکا، وزارت انترناسیونالیستی مائوئیستی زندان ها و جنبش انقلابی ضد امپریالیستی و سازمان کمونیستی روشنایی هدایتگر را شامل می‌شوند.

### ایران
در ایران حزب حزب کمونیست ایران (مارکسیست-لنینیست-مائوئیست) تنها سازمانی است که از مارکسیسم-لنینیسم-مائوئیسم پیروی می‌کند. این حزب که عضو جنبش انقلابی انترناسیونالیستی نیز هست، در سال ۲۰۰۱ در نتیجهٔ تجدید ساختار اتحادیه کمونیست‌های ایران (سربداران) به وجود آمد. سربداران در سال ۱۳۶۰ طی واقعه آمل علیه حکومت جمهوری اسلامی ایران وارد جنگ مسلحانه شد، اما حزب کمونیست ایران (مارکسیست-لنینیست-مائوئیست) تاکنون هیچ اقدام مسلحانه‌ای انجام نداده‌است.